# ألفت حيدر

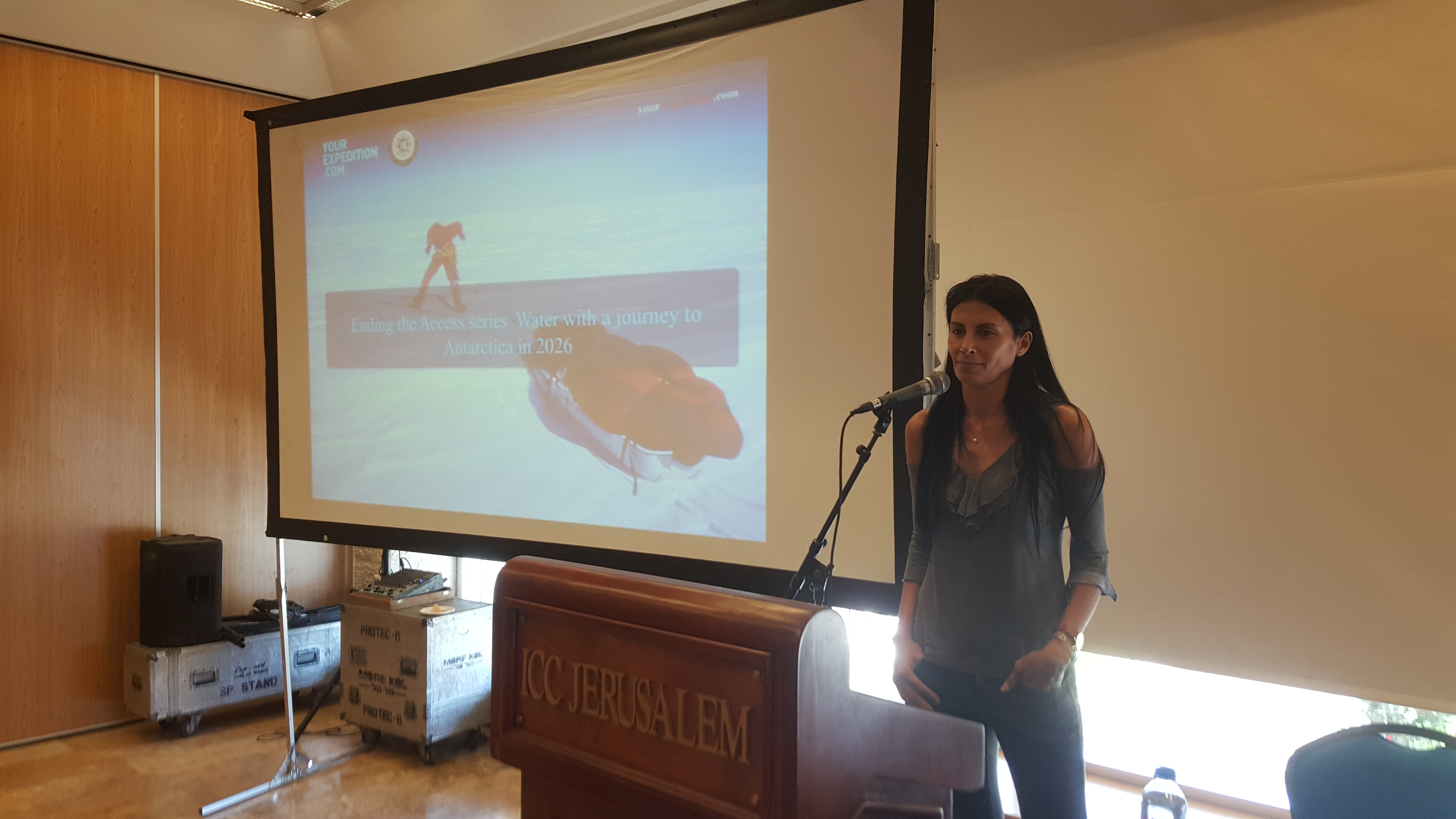
ألفت حيدر خلال محاضرة تربوية حول العمل ألنسائي

ألفت حيدر (العبرية: אולפת חידר) (1979 حيفا) هي لاعبة كرة طائرة عربية إسرائيلية من عرب 48، وناشطة اجتماعية سياسية من مواليد مدينة حيفا وهي أول عربية تعبرالقطب الجنوبي مشيا على الأقدام بمدة 100 يوم.

## حياتها
ولدت أولفت حيدر سنة 1970 لعائلة مسلمة في مدينة حيفا، إسرائيل. في سن 13 بدأت تلعب كرة الطائرة، وقد لعبت في فرق من الدرجة العليا في اسرائيل وتم اختيارها إلى الانضمام لصفوف فريق كرة الطائرة الإسرائيلي. أنهت لقبها الأول في التربية البدنية سنة 1987 وكما تميزت في نشاطاتها الاجتماعية في المجتمع العربي - اليهودي في إسرائيل وذلك عن طريق ادارتها لنشاطات برامج كثيرة في المركز التربوي اليهودي-العربي «بيت الكرمة» في حيفا واشتراكها في العديد من الجمعيات التي تساهم وترفع المساواة في المجتمعات المختلفة وخاصة بين العرب واليهود.
تؤمن أولفت بأن الطبيعة خلقت للانسان بشكل متساو من غير اعتبار الجنس، لون البشرة، الدين وغيرهم.

## تواريخ هامة
سنة 2000 كانت مرشدة مؤهلة للمنظمة العالمية «آوتوورد باوند» (Outdoor Bound) والتي تعمل في ثلاثين دولة في انحاء العالم. هذه المنظمة تقوم بتطوير القيادة عن طريق نشاطات في الطبيعة وذلك لبناء مستقبل وتعايش أفضل بين المجتمعات المختلفة.
سنة 2003 اقامت حيدر منظمة "Breaking The Ice" مع المتسلق الإسرائيلي «دورون أريئيل» والذي استطاع ان يتسلق قمم الجبال في القارات العالمية السبعة. تقوم هذه المنظمة في تطوير السلام والتعايش عن طريق رحل ورياضة مميزة عن طريق التحديات في الطبيعة.
سنة 2004 اشتركت أولفت كمندوبة عن السلام انتركتيكا باعتبارها عضوة من 8 نساء (4 اسرائليات و 4 فلسطينيات)، وقد تسلقن جبل في أنتركتيكا وسموه «جبل الصداقة اسرائيل-فلسطين».
سنة 2012 خرجت أولفت سوية مع 6 نساء من انحاء العالم، ممثلة دولة إسرائيل لسفرة مكونة من 100 يوم، حيث قطعن القطب الجنوبي في انتركتيكا لأجل الاهتمام في موضوع ماء الشرب والمياه بشكل عام في العالم.
سنة 2014 انضمت أولفت لجمعية «نساء يصنعن سلام» والتي تأسست في نفس السنة المذكورة.

## التعليم العالي
حيدر حاصلة على لقب أول في التربية البدنية سنة 1987 ولقب ثاني في علم الاجتماع في جامعة بار أيلان سنة 1995.
ايمانها وطريقها في الحياة: دعوة كل النساء في البلاد وفي العالم، الخروج من الدوائر التقليدية البدائية والوقوف في التحديات عن طريق العمل والكد والتعب والوصول إلى النجاح.